# Phénicie libanaise
Pour les articles homonymes, voir Phénicie (homonymie).
Fin du IVe siècle – 635
Entités précédentes :
- Syrie-Phénicie

La Phénicie seconde ou Phénicie libanaise (en latin : Phoenice Libanensis ou Libanesia) fut une province romaine puis byzantine créée vers la fin du IVe siècle par Théodose le Grand. Émèse était sa métropole civile.

## Histoire ecclésiastique
Quand la province fut divisée vers la fin du IVe siècle, Damas, plutôt qu'Émèse, devint sa métropole ecclésiastique (en). 
En février 452 fut découverte la tête de Jean le Baptiste dans le monastère du Spélaion, dans le diocèse d'Émèse. À la suite de cet événement, Émèse — qui avait d'abord été suffragante de Damas — fut « sans doute élevée au rang de métropole [ecclésiastique] honoraire de la Phénicie libanaise dans la seconde moitié du Ve siècle » selon Julien Aliquot. Cette situation, « conforme à la lettre du douzième canon du concile de Chalcédoine », perdura au moins jusque vers 570, date de la première rédaction de la Notitia Antiochena. D'après Julien Aliquot,

« Les remaniements ultérieurs de la Notitia Antiochena attestent toutefois que la cité est devenue une métropole ecclésiastique au sens plein du terme entre la fin du VIe siècle et le début du VIIe siècle et qu'elle s'est vu attribuer un ressort propre, comprenant les quatre évêchés d'Arka, Maurikopolis, Arménia et Stéphanoupolis. »

Cette seconde promotion fut sans doute due, selon Julien Aliquot, au transfert de la tête de Jean le Baptiste en la ville d'Émèse depuis le monastère du Spélaion attesté par Théophane le Confesseur, bien qu'il soit daté par celui-ci d'environ l'an 760 — « soit plus d'un siècle après la conquête musulmane du Proche-Orient » — qui constitue une date peu vraisemblable.